# Ясєв Георгій Євтихійович
Ясєв Георгій Євтихійович (7 квітня 1922, Київ - 16 жовтня 2009, Київ) — військовий, публіцист, пошуковець, заслужений працівник культури України, відповідальний секретар редакційної колегії з підготовки до видання історико-меморіального серіалу Книга Пам'яті України. Місто-герой Київ.

## Біографічні відомості
Георгій Ясєв народився у Києві, на Трухановому острові. Мешкав у родинному будинку дідуся, Івана Краснокутського, на Деснянській вулиці, №5. 
1929 року вступив до семирічної школи №100, що містилася на острові. Після закінченні семирічки, Георгій Ясєв 1936 року вступив до школи №18 на вулиці Братській, №12/11, яку закінчив 1939 року.
1939 року Георгій Ясєв вступив до чотирирічного Севастопольського військово-морського училища берегової оборони. З початком радянсько-німецької війни 22 червня 1941 року у складі зенітної батареї боронив Севастополь від атак німецької авіації. У серпні 1941, в званні лейтенанта, відбув на Тихоокеанський флот. Рідні (батько, мати та сестра) під час нацистської окупації Києва жили на Трухановому острові. Коли восени 1943 німці спалили поселення, 
усі пожильці будинку Краснокутських оселилися на Подолі.
Георгій Ясєв зенітником служив на Далекому Сході Росії (Совєтська Гавань, південний Сахалін), потім у Прибалтиці та Криму. Після завершення Другої світової війни тривалий час служив у Дніпропетровську (нині Дніпро). 1955 року закінчив Військову академію ім. Дзержинського, командував полком, був начальником штабу зенітно-ракетної бригади. 1967 року за станом здоров'я пішов у відставку у званні полковника.
Вийшовши у відставку, Георгій Ясєв стає пошуковцем, очлолює пошук із виявлення місць поховань невідомих воїнів, загиблих у 1941 та 1943 роках. 1974 року Георгій Ясєв повернувся до Києва, впродовж 1974-1976 років працював над створенням Музею історії України у Другій світовій війні.
1991 року Георгій Ясєв став головою ради Київського міського історико-патріотичного клубу "Пошук", який очолював до останніх днів свого життя. У 1995-2001 роках був головою президії Українського клубу "Пошук". Був відповідальним секретарем історико-меморіального серіалу Книга Пам'яті України. Місто-герой Київ.
Мав звання Заслужений працівник культури України. Був нагороджений 4 орденами та 20 бойовими медалями.
Помер 16 жовтня 2009 року у Києві.

## Друковані праці
Георгій Ясєв є автором понад 60 друкованих праць - статей, брошур, книг. Нижче подано вибрану бібліографію
- Вартові героїзму і звитяги: київський укріпрайон (УР-1) / Г. Є. Ясєв ; заг. ред. Р. Г. Вишневський; Книга пам'яті України - місто-герой Київ, Київський міський історико-патріотичний клуб "Пошук". - К.:Пошуково-видавниче агентство "Книга пам'яті України", 2001.
- Календар Перемоги 2001-2005: метод. поради / підгот. Г. Є. Ясєв; Книга пам'яті України - місто-герой Київ, Київський міський історико-патріотичний клуб "Пошук". - К.:[б.в.], 2003.
- Книга Скорботи України - місто-герой Київ / Г. Є. Ясєв [та ін.]; ред. кол. О. С. Яковенко [та ін.]; заг. наук. ред. В. Ю. Король [та ін.]. - К.:Пошуково-видавниче агентство "Книга Пам'яті України", 2003.
- Шляхами перемоги (1941-1945 роки): метод. поради / підгот. О. Є. Лисенко, Г. Є. Ясєв; наук. ред. П. П. Панченко; Ін-т історії України Нац. акад. наук України, Пошуково-видавниче агентство "Книга пам'яті України", Укр. фонд пошуку "Пам'ять". - К.:[б.в.], 2003.
- По залах музеїв навчальних закладів столиці України: путівник / авт.-упоряд. Г. Є. Ясєв; Головне управління освіти і науки виконавчого органу Київради (Київської міської держ. адміністрації), Наукова редакція "Книги пам'яті України- місто-герой Київ), Київський міський історико-патріотичний клуб "Пошук", Міжнародний центр дитячо-юнацького туризму". - К.:РВЦ КПДЮ, 2003.
- Київська стратегічна оборонна операція: початок краху "блискавичної" війни 7 липня - 26 вересня 1941 року / Книга пам'яті України - місто-герой Київ, Київський міський історико-патріотичний клуб "Пошук"; підгот. Г. Є. Ясєв. - К.:Пошкуово-видавниче агентство "Книга Пам'яті України", 2004.
- Мальовничі околиці Києва: туристична подорож Трухановим островом: До 60-річчя визволення України / Г. Є. Ясєв, В. І. Дзівалтовський; Книга Пам'яті України - місто-герой Київ, Київський міський історико-патріотичний клуб "Пошук". - К.:Книга Пам'яті України, 2004.
- Дніпровська ділянка поясу бойової слави: Жуків острів: до 60-річчя визволення України / Г. Є. Ясєв, В. І. Дзівалтовський; Книга Пам'яті України - місто-герой Київ, Київський міський історико-патріотичний клуб "Пошук". - К.:Книга Пам'яті України, 2004.
- Пошуково-меморіальна діяльність в Україні: збірник / підгот. Г. Є. Ясєв ; Державний комітет України у справах ветеранів. - К.:[б.в.], 2004.
- Пам'ятки війни на карті Києва / Г. Є. Ясєв. - К.:Пошуково-видавниче агентство "Книга Пам'яті України", 2005.
- Полководці - визволителі України: інформаціно-довідковий зб. / П. Л. Машовець, Г. Є. Ясєв; Пошуково-видавниче агентство "Книга пам'яті України - місто-герой Київ". - К.:[б.в.], 2005.
- У вічному боргу. Книга пам'яті України. Місто-герой Київ / Г. Є. Ясєв [та ін.]; ред. І. П. Данькевич. - К.:Пошуково-видав. агентство "Книга Пам'яті України", 2005.
- Київська стратегічна оборонна операція. Початок краху "блискавичної" війни 7 липня-26 вересня 1941 року / Г. Є. Ясєв. - 2. вид., випр. і доп. - К.:Пошуково-видавниче агентство "Книга Пам'яті України", 2006.
- Пам'ять воєнної пори: патріотична акція (2006-2010 роки) / Ін-т історії України Нац. акад. наук України, Пошук.-видав. агентство "Кн. пам'яті України", Укр. фонд пошуку "Пам'ять"; підгот. О. Є. Лисенко, Г. Є. Ясєв. - К.:Книга пам'яті України - місто-герой Київ, 2006.
- Пояс бойової слави міста-героя Києва. Музей просто неба: [Інформ. лист] / Г. Є. Ясєв. - К.:Книга Пам'яті України - місто-герой Київ, 2006.
- Спадкоємність поколінь: діти про подвиги батьків / Г. Є. Ясєв; Наукова редакція "Книга Пам'яті України - місто-герой Київ", Київський міський історико-патріотичний клуб "Пошук". - К.:Пошуково-видавниче агентство "Книга Пам'яті України", 2006.
- 2005 рік - рік ветеранів: пам'ять, шана, турбота / Г. Є. Ясєв. - К.:Книга Пам'яті України, 2006.
- 2006 рік - рік протиріч і сподівань: ветерансько-молодіжна патріот. акція "Пам'ять воєнної пори. 2006-2010рр.". Перший етап / Г. Є. Ясєв. - К.:Наукова редакція Книги Пам'яті України - місто-герой Київ, 2007.
- Рік 2007 - від протиріч до порозуміння: ветеран.-молодіж. патріот. акція "Пам'ять воєнної пори. 2006-2010-рр.": 2-й етап "Поглиблення пошуково-меморіальної діяльності" / Г. Є. Ясєв. - К.:Книга Пам'яті України - місто-герой Київ, 2007.
- Опорні музеї при навчальних закладах: узагальнення, досвід / Г. Є. Ясєв. - К. : Київський міській історико-патріотичний клуб "Пошук", 2007.
- Полководці - визволителі України: інформ.-довід. зб. / П. Л. Машовець, Г. Є. Ясєв. - Вид. 2-е, допов. - К.:Книга Пам'яті України - місто-герой Київ, 2007.

## Родина
Батьки - кочегар пароплава Євтихій Лук'янович Ясєв (1886-1950), уродженець Білорусі та донька капітана пароплава Таїсія Іванівна Краснокутська (1899-1995), уродженка Києва. Мав сестру Галину (1924-2005).
Син - Олександр Георгійович Ясєв (1949) - професор Національної металургійної академії, м. Дніпро.
Онука - Маргарита Олександрівна Ясєва (1982).

## Електронні публікації
- Георгій Ясєв. Бібліотека: вчора, сьогодні, завтра [Архівовано 10 березня 2022 у Wayback Machine.]